# Anuga multiplicans
Anuga multiplicans är en fjärilsart som beskrevs av Walker 1858. Anuga multiplicans ingår i släktet Anuga och familjen nattflyn. Inga underarter finns listade i Catalogue of Life.